# Repeses e São Salvador
Repeses e São Salvador é uma freguesia portuguesa do município de Viseu, com 10,01 km² de área e 6751 habitantes (censo de 2021). A sua densidade populacional é 674,4 hab./km².

## História
Foi constituída em 2013, no âmbito de uma reforma administrativa nacional, pela agregação das antigas freguesias de Repeses e São Salvador.
Inicialmente teve a designação de União das Freguesias de Repeses e São Salvador, tendo a sua denominação sido alterada oficialmente, apenas para Repeses e São Salvador em 2015.

## Demografia
A população registada nos censos foi:
| Distribuição da População por Grupos Etários | Distribuição da População por Grupos Etários | Distribuição da População por Grupos Etários | Distribuição da População por Grupos Etários | Distribuição da População por Grupos Etários | Distribuição da População por Grupos Etários |
| -------------------------------------------- | -------------------------------------------- | -------------------------------------------- | -------------------------------------------- | -------------------------------------------- | -------------------------------------------- |
| Antes da agregação                           |                                              |                                              |                                              |                                              |                                              |
| Ano                                          | 0-14 anos                                    | 15-24 anos                                   | 25-64 anos                                   | >= 65 anos                                   | Total                                        |
| 2001                                         | 852                                          | 768                                          | 2868                                         | 638                                          | 5126                                         |
| 2011                                         | 1110                                         | 663                                          | 3639                                         | 904                                          | 6316                                         |
| Após a agregação                             |                                              |                                              |                                              |                                              |                                              |
| Ano                                          | 0-14 anos                                    | 15-24 anos                                   | 25-64 anos                                   | >= 65 anos                                   | Total                                        |
| 2021                                         | 1108                                         | 735                                          | 3711                                         | 1197                                         | 6751                                         |